# Ituiutaba
Ituiutaba är en stad och kommun i södra Brasilien och ligger i delstaten Minas Gerais. Staden är belägen vid Tijucofloden, och befolkningen uppgick år 2010 till ca 93 000 invånare.